# Pienovi II
 Pienovi II (fl. XX secolo) è stato un calciatore italiano, di ruolo attaccante.

## Carriera
Con la Rivarolese disputa 14 gare nel campionato di Prima Divisione 1922-1923.